# Никасий Реймсский
Никасий (умер в 407 или 450) — епископ Реймсский; священномученик (день памяти — 14 декабря).

## Житие
Святой Никасий был одиннадцатым епископом Реймса. Им был воздвигнут городской собор в честь Пресвятой Богородицы, на месте которого был воздвигнут впоследствии Реймсский собор. Он принял смерть либо от вандалов, либо от гуннов.
Согласно одному из преданий, св. Никасий в 407 году предвосхитил нашествие вандалов. Когда враги были у ворот города, св. Никасий вышел к ним, чтобы приостановить их продвижение и дать горожанам возможность скрыться. Он погиб от меча либо в алтаре, либо у входных дверей. По преданию, перед убийством св. Никасий читал псалом 118. Его глава, усеченна на словах «Прильпе земли душа моя…» (adhaesit pavimento anima mea), продолжила по усечении «…живи мя по словеси Твоему» (Vivifica me Domine secundum verbum tuum). С этими словами св. Никасий взял свою голову в руки и отправился на место своего погребения. В тот же день варвары умертвили его сестру, святую Евтропию, и диаконов, святых Жоконда (Jocond) и Флорана (Florent). То, о чём гласит предание, увековечено на тимпане портала святых Реймсского собора.
Святой Никасий почитается покровителем города Реймс. Его имя на латыни означает «победа». Другие епископы с тем же именем были в Ди и Руане.